# Jindřich II.
Svatý Jindřich II. (972/3 Bad Abbach nebo Hildesheim – 13. července 1024) byl posledním římským králem (od roku 1002) a císařem Svaté říše římské (od roku 1014) ze saské dynastie Liudolfingů.

## Život
Jindřich byl synem bavorského vévody Jindřicha Svárlivého, jehož nástupcem se stal roku 995. Od raného dětství měl úzké styky s církví a dostalo se mu výchovy v katedrální škole v Hildesheimu. Okolo roku 1000 se oženil s Kunhutou, dcerou lucemburského hraběte Sigfrieda.
Římským králem se stal po smrti svého bratrance z druhého kolena císaře Oty III., a to i přes silnou interní opozici. Králem byl korunován 7. června 1002 v Mohuči. Jedním z jeho rádců byl svatý Gothard.
Jeho vláda byla poznamenána zejména spory s posíleným polským státem, s nímž válčil již od roku 1003. Nepřátelství s Boleslavem Chrabrým bylo ukončeno v roce 1018 budyšínským mírem, kterým Polsko získalo nezávislost na císaři, držbu říšských lén Milska a Lužice a také Moravy. Naopak se Jindřichovi podařilo využít slabosti českého státu na přelomu tisíciletí; v listopadu 1002 přijal Vladivoj české země od císaře jako léno a posílil tak vazbu Čech na říši.
Jindřichovým heslem bylo Restauratio imperii Francorum – obnovení franské říše, vzdal se snahy o podrobení všech států moci císaře a usiloval o posílení moci zejména na území za Alpami. Významnou úlohu sehrál ve vztazích státu a církve. V rozvoji církevní správy podporoval biskupy proti mnišským řádům a napomáhal jim získat světskou vládu nad rozsáhlými územími. Prosazoval celibát kněží a dbal na nedědičnost církevních úřadů. V roce 1007 zřídil spolu se svou manželkou biskupství v Bamberku, který si také zvolil za své císařské sídlo.
V letech 1013–1014 pobýval v Itálii a 14. února 1014 byl v Římě korunován papežem Benediktem VIII. na císaře.
Se svou manželkou Kunhutou nezplodil žádné děti, dle pozdější legendy manželé údajně složili slib cudnosti. Jindřich zemřel po delší nemoci 13. července 1024 na falci Grone (zaniklá falc v oblasti dnešního města Göttingen).
V roce 1146 byl katolickou církví prohlášen za světce. Roku 1200 byla kanonizována také jeho manželka Kunhuta.